# Ankerbach (Weiße Valepp)
Der Ankerbach ist ein Zufluss der Weißen Valepp in Oberbayern.

## Geographie

### Verlauf
Der Ankerbach bildet sich in Gräben an Westhängen zwischen Stolzenberg und Rotkopf. Er fließt danach an der Ankerstube vorbei und mündet bei der Valeppalm von links in die Weiße Valepp.

### Zuflüsse
Auswahl.
- Stümpflinggraben, von rechts kurz vor der Ankerstube, ca. 1,6 km
- Stolzentalgraben, von links und Westen kurz nach der Ankerstube, ca. 1,7 km